# Lallingen

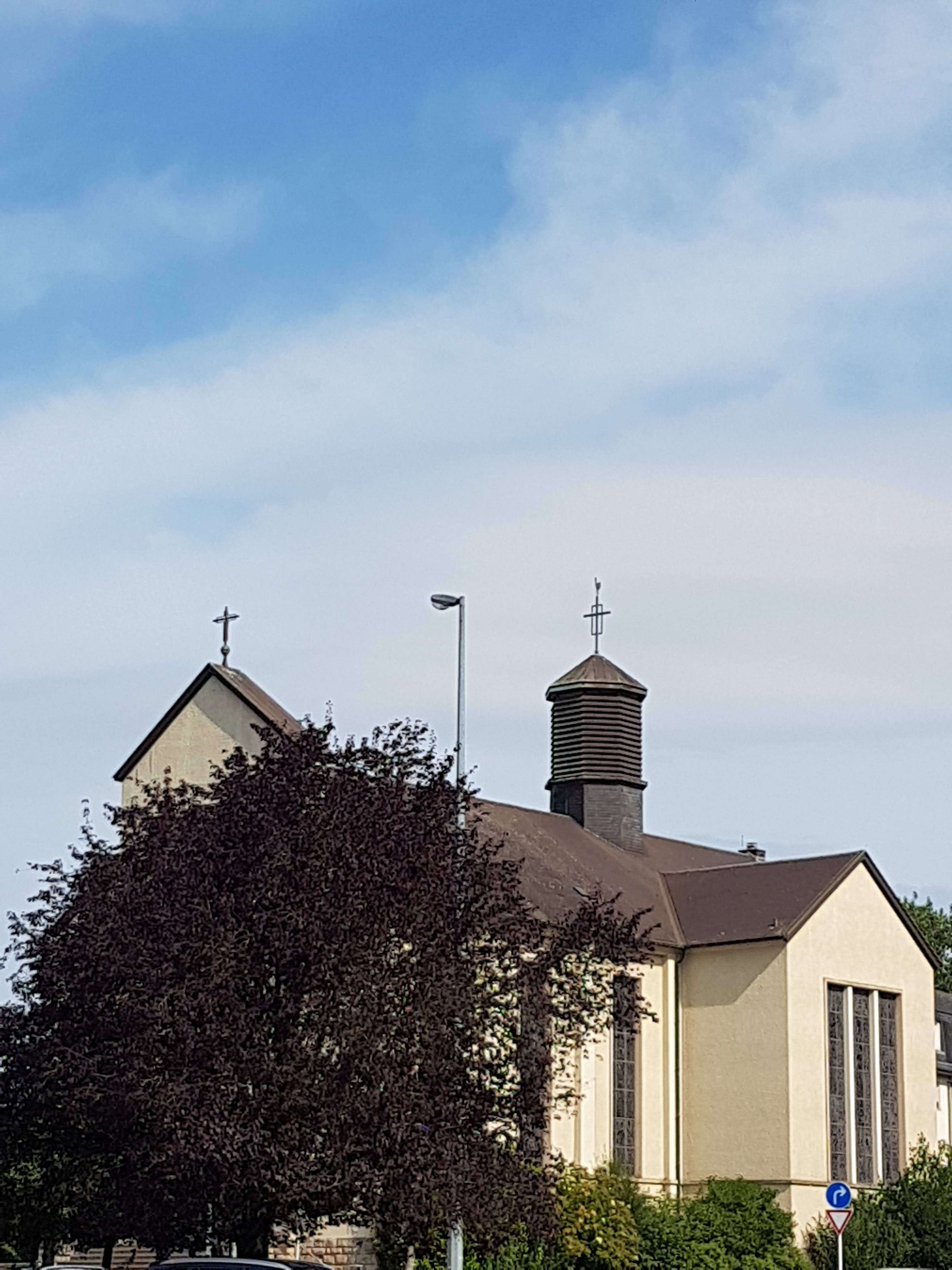
Kirche Marie-Reine du Monde in Lallingen

Lallingen (luxemburgisch Lallengⓘ; französisch Lallange) ist ein Ortsteil in der Stadt Esch-sur-Alzette im Nordosten der Gemeinde.
Lallingen war bereits in der Vorindustriellen Zeit eine kleine Ortschaft bzw. Häuseransammlung und unterscheidet sich damit von anderen Stadtteilen von Esch-sur-Alzette, die erst später mit der Industrialisierung entstanden. Gemäß der von Joseph von Ferraris gezeichneten Karte (lux.: Ferrariskaart) war Lallingen dort, wo später das Walzwerk der ARBED-Schifflingen errichtet wurde. Gemäß dieser Karte gehöre auch der Lallingerberg (lux.: Lallengerbierg) dazu.
Die städtebauliche Entwicklung setzte in Lallingen jedoch erst nach dem Zweiten Weltkrieg ein, als sich Esch-sur-Alzette aufgrund der guten wirtschaftlichen Entwicklung immer weiter ausbreitete. In den 1950er Jahren entstanden in Lallingen, wie auch in Bruch und Raemerech, neue Viertel.
Bis zur Neuzeit hat Lallingen zur Herrschaft Berwart gehört und nicht zu Esch an der Alzette.
Ein relevantes Gewässer in Lallingen ist die Dipbech.

## Verkehr
Im Großherzogtum wurde erst Ende der 1960er Jahre mit der Entwicklung von Autobahnprojekten begonnen. Der erste Abschnitt der A4 wurde 1969 zwischen Steinbrücken und Lallingen eröffnet. Nach diesem ersten Teilstück erfolgte nach und nach der Ausbau des Autobahnnetzes in Luxemburg (siehe auch: Liste der Autobahnen in Luxemburg).

## Sehenswürdigkeiten
- Lycée technique de Lallange
- Marie-Reine du Monde (Lallingen)
- ehemaliger Flughafen Esch-sur-Alzette (1937 bis 1954)